# Kgomokasitwa
Kgomokasitwa  ist ein Ort im Süden von Botswana im Southern District. Der Ort hatte 2011 eine Bevölkerung von 1423 Einwohnern.

## Geographie
Der Ort liegt nordöstlich von Lobatse im Hinterland. Die A2 verläuft südwestlich und nach Osten trennt ein Höhenzug den Ort von der A1. Man kommt zum Ort über eine Abzweigung der A2 bei Molapowabojang Ward (Tshweneyagae). Das Dorf gehört zum Southern District Council mit Sitz in Kanye, sowie zum Moshupa Sub District.
Die Landschaft ist hügelig. Im Osten liegen „lentswe la Kgomokasitwa“ (Kgomokasitwa Hill), sowie Mmadithakwe Hill und Mokgorana Hill, im Norden Lentswe la diphala. Es gibt auch temporäre Flüsse: Kwelepane River im Süden und Chawe River im Norden und Westen des Dorfes.

## Klima
Es herrscht semi-arides Savannen- und Halbwüstenklima. Die Temperaturen schwanken zwischen 35 °C im Sommer und etwas über 20 °C im Winter. Im Winter fallen die Temperaturen vor allem nachts stark, im ganzen Land ist zu dieser Jahreszeit Frost möglich, Temperaturunterschiede von über 20 °C zwischen Tag und Nacht sind normal. In Gaborone werden im Juli tagsüber durchschnittlich 23 °C gemessen, während es nachts nur etwa 3 °C sind. Die Trockenzeit ist im ganzen Land mit sechs bis neun Monaten sehr lang. Im Jahr fällt etwa 250 bis 500 Millimeter Niederschlag, der meiste von Dezember bis März.

## Geschichte
Kgomokasitwa hat seinen Namen von dem gleichnamigen Hügel, der etwa 6 km vom Dorf entfernt liegt. Es gibt immer wieder Wolken am Gipfel, die daaruf hinweisen, dass es dort kalt ist. Daher lässt sich „Kgomokasitwa“ lose übersetzen mit „Frierende Kuh“ (Kgomo = cow, sitwa = frierend). Die Mehrheit der Bevölkerung im Dorf gehört zum Stamm der Bangwaketse.

## Verwaltung
Der Councilor des Ortes ist Sonny Phiri von der Botswana Democratic Party. Der Dorfchef (Headman of records) ist Sam Tshetlhe Radimpa. (Mai 2013).
Elektrizität wird von der Botswana Power Cooperation (BPC) bereitgestellt,
Wasser wurde biS 2008 von Water Affairs bereitgestellt, mittlerweile ist die Water Utilities Cooperation (WUC) zuständig.

## Bildung
In Kgomokasitwa gibt es eine Grundschule (5–13 Jahre). Die Abschlüsse werden als PSLE (Primary School Leaving Examination) bezeichnet. Weiterführende Schulen gibt es in Molapowabojang oder Lobatse.

## Gesundheit
Kgomokasitwa wird durch den Kgomokasitwa Health Post betreut, das nächstgelegene Krankenhaus ist das Athlone Hospital in Lobatse.

## Galerie

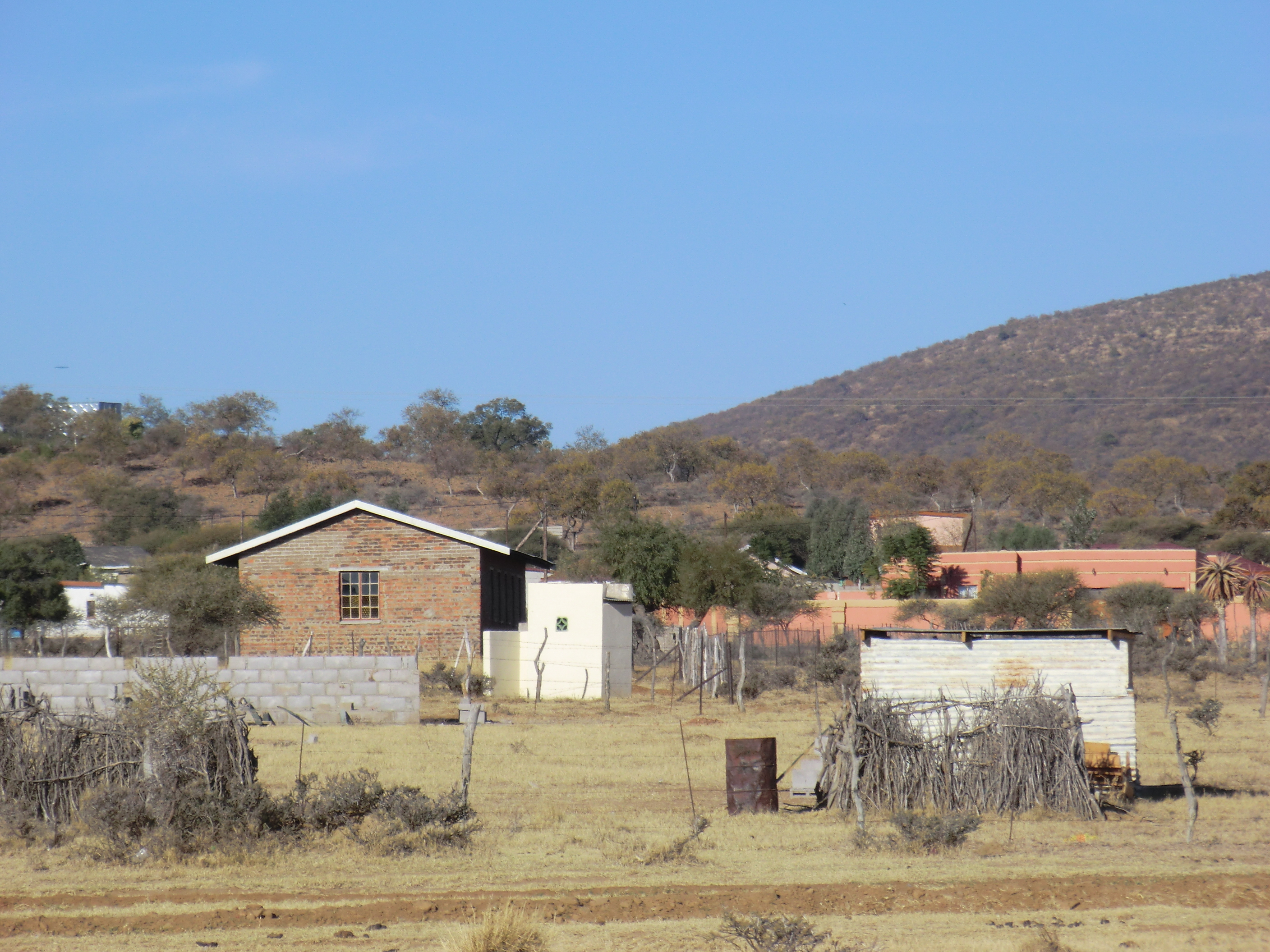
Blick auf Kgomokasitwa von Süden.
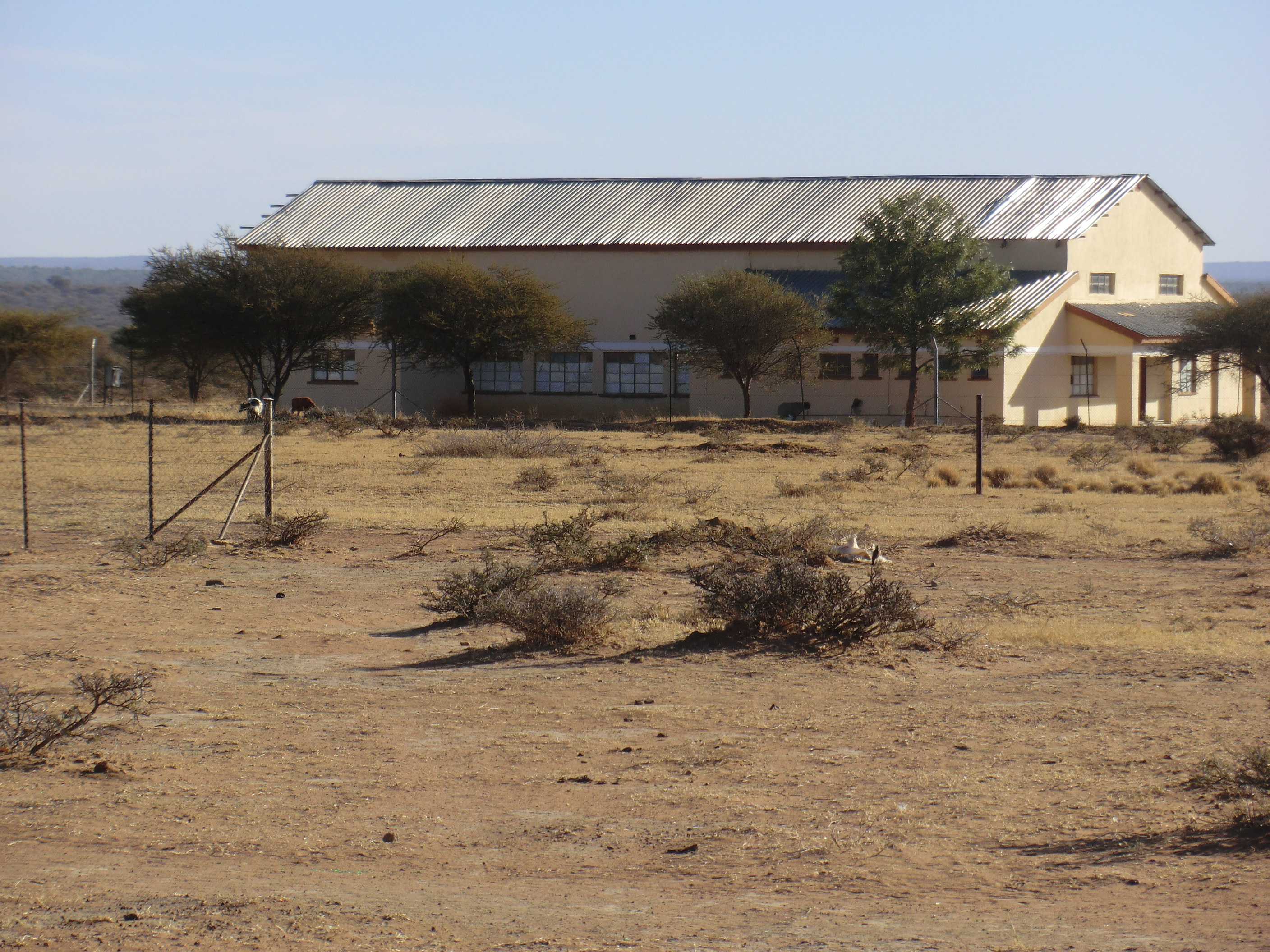
Kgomokasitwa Community Hall.